# Picasso (film 1967)
Picasso è un documentario del 1967 diretto da Charles Eames e Ray Eames e basato sulla vita del pittore spagnolo Pablo Picasso.